# Saint-amour (AOC)
Pour les articles homonymes, voir Saint-Amour.
Le saint-amour est un vin rouge français d'appellation d'origine contrôlée produit à l'extrémité méridionale du département de Saône-et-Loire dans la région viticole du Beaujolais.
L'appellation couvre la commune de Saint-Amour-Bellevue, dans le vignoble du Beaujolais. Elle est l'un des dix crus de ce vignoble, qui sont du nord au sud : le saint-amour, le juliénas, le chénas, le moulin-à-vent, le fleurie, le chiroubles, le morgon, le régnié, le brouilly et le côte-de-brouilly.

## Histoire
À l’époque des décrets des appellations des crus du Beaujolais (1936), les vignes situées sur la commune de Saint-Amour sont encore en dénomination beaujolais-villages. Barman à Paris avant la guerre, Louis Dailly côtoie le monde du vin où il rencontre son épouse, Thérèse Bridet, elle-même originaire de Saint-Vérand à quelques kilomètres de Saint-Amour, son village natal. Ils se marient et reviennent à Saint-Amour pour exploiter le domaine familial. Par militantisme et par conviction que le vin issu de ce terroir méritait par sa qualité de devenir un cru à son tour, et avec l’aide de dirigeants de l’INAO, Louis Dailly s’est battu pour enfin faire signer le décret, acte de naissance du saint-amour le 8 février 1946.
Le saint-amour est reconnu par l'Institut national de l'origine et de la qualité (Inao) comme appellation d'origine contrôlée (AOC) depuis le décret du 8 février 1946. Le cahier des charges a été modifié en octobre 2009, en décembre 2011 et en février 2024.

### Étymologie
Le saint-amour doit son nom, dit-on, à un soldat romain.

## Vignoble

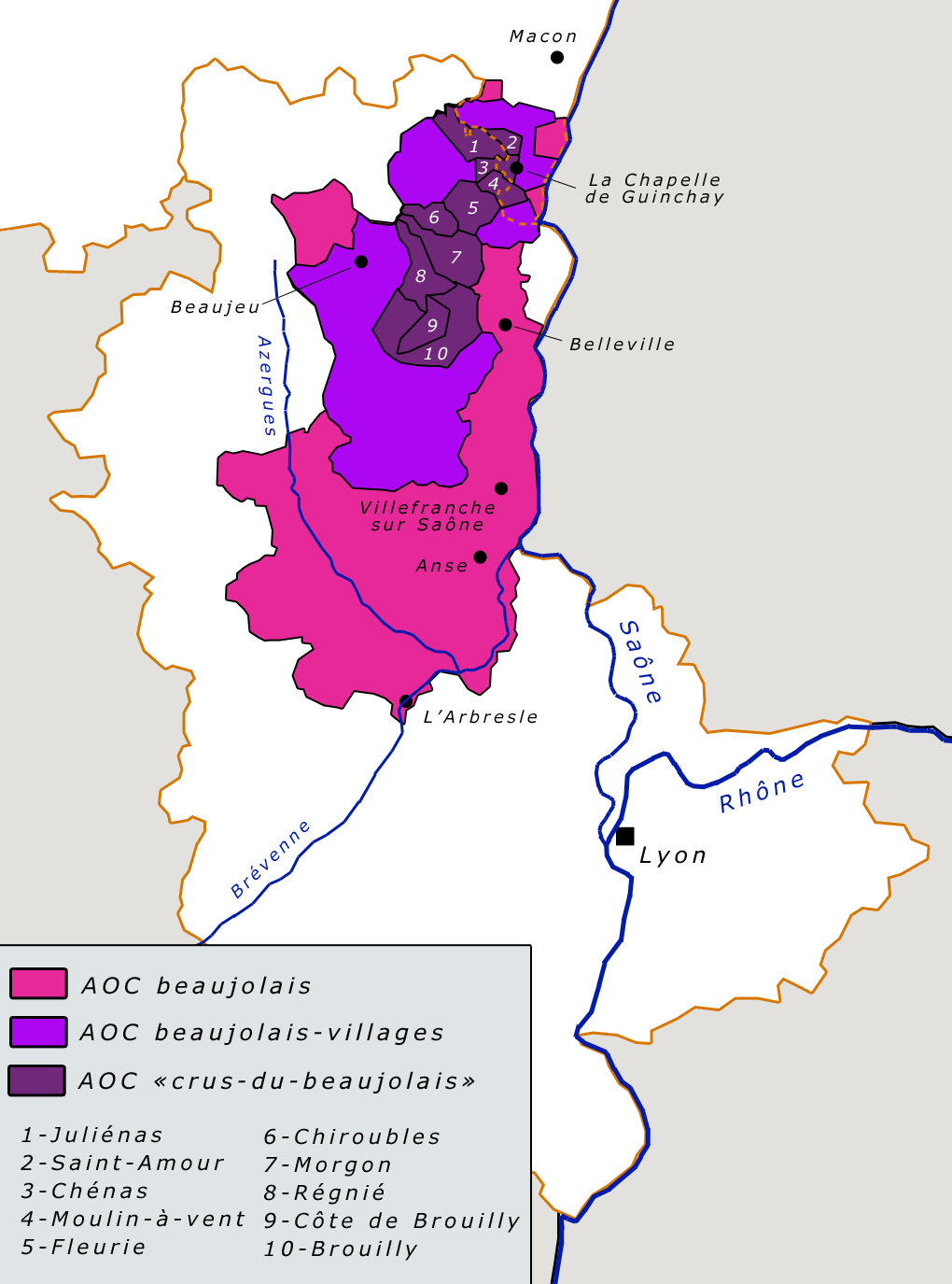
Vignoble du Beaujolais.

Le saint-amour est produit dans le département de Saône-et-Loire, à la limite avec celui du Rhône. L'aire de production se trouve à l'extrémité nord du vignoble du Beaujolais, au cœur de Saint-Amour-Bellevue, un village traditionnel. Situé à quelques kilomètres de l'axe de circulation le plus important d'Europe, le village est géographiquement très proche de la Bourgogne. 
Les coteaux de Saint-Amour reçoivent un bon ensoleillement. L'altitude y varie de 250 à 470 mètres. Les coteaux orientés est et sud-est culminent à 300 mètres au Bourg. Les ceps sont posés sur une arène de granite de Fleurie en décomposition. L'appellation couvre 320 hectares en 2017, ce qui représente 2 % de la superficie du vignoble du Beaujolais. C'est le deuxième plus petit cru du Beaujolais, mais il est celui qui a la plus grande variété de terroirs (17 sont identifiés sur la carte des sols réalisée en 2014).
Selon les Douanes, la superficie revendiquée en 2023 sous l'appellation est de 288 hectares. En 2010, elle était de 320 ha.

### Géologie et pédologie

#### Sous-sol
Le substrat est granitique, avec par endroits des schistes et grès du Trias.

#### Sols
Quatre types de sols :
- les sols qui portent les vignobles sont composés principalement d'arènes granitiques, sables siliceux grossiers issus de l'altération du substrat granitique ;
- par endroits, là où les schistes affleurent des composants plus fins et argileux issus de l'altération des schistes se mêlent aux sables siliceux, les sols sont argillo-siliceux ;
- sur les coteaux du mont de Bessay, la présence de grès du Trias donne des sols sableux ;
- en-dessous du bourg, sur les terrasses, les pentes douces et les cônes de déjection, les colluvions argilo-siliceuses et les cailloutis issus des hauteurs dominent.

### Climatologie
La station météo de Charnay-lès-Mâcon, près de Mâcon (à 216 mètres d'altitude) est la plus proche de l'aire d'appellation, mais cette station est plus au nord et en bordure de Saône. Ses valeurs climatiques de 1961 à 1990 sont :
| Mois                              | jan. | fév. | mars  | avril | mai   | juin  | jui.  | août  | sep.  | oct.  | nov. | déc. | année   |
| --------------------------------- | ---- | ---- | ----- | ----- | ----- | ----- | ----- | ----- | ----- | ----- | ---- | ---- | ------- |
| Température minimale moyenne (°C) | −0,6 | 0,7  | 2,5   | 5,2   | 8,9   | 12,3  | 12,4  | 13,9  | 11,1  | 7,5   | 2,9  | 0,1  | 6,6     |
| Température moyenne (°C)          | 2,1  | 4    | 6,8   | 10    | 13,9  | 17,5  | 20,1  | 19,4  | 16,4  | 11,7  | 6    | 2,7  | 10,9    |
| Température maximale moyenne (°C) | 4,9  | 7,3  | 11,1  | 14,8  | 18,9  | 22,8  | 25,7  | 24,9  | 21,7  | 15,9  | 9,1  | 5,3  | 15,2    |
| Ensoleillement (h)                | 56,1 | 87,8 | 146,5 | 185,9 | 211,6 | 249,3 | 288,9 | 250,2 | 202,8 | 124,5 | 68,6 | 52,5 | 1 924,7 |
| Précipitations (mm)               | 66,3 | 60,9 | 58,7  | 69,4  | 85,9  | 74,7  | 58,1  | 77,1  | 75,7  | 71,7  | 72,7 | 70,4 | 841,4   |

### Encépagement

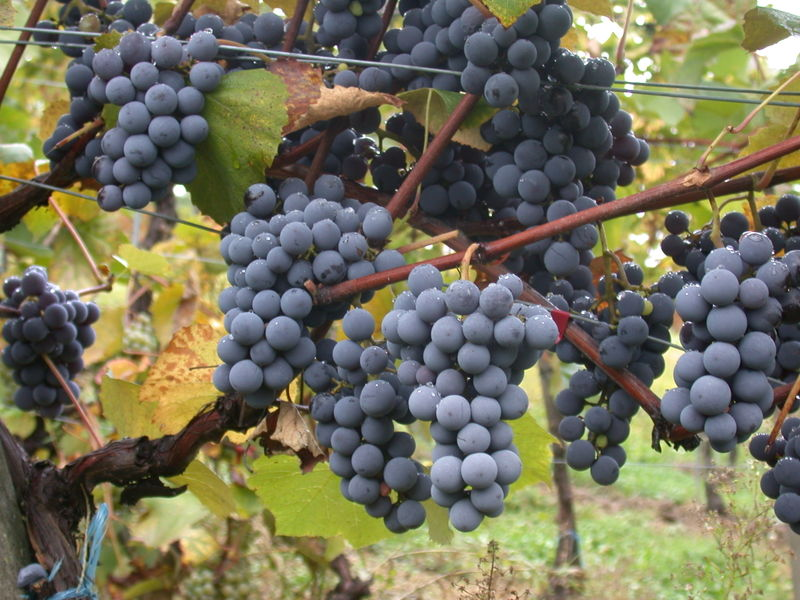
Grappes de gamay N.

Le cépage essentiel est le gamay noir à jus blanc ; trois autres sont autorisés comme cépages accessoires, limités à 15 % au sein de chaque parcelle : l'aligoté B, le chardonnay B et le melon B.
Le gamay est un cépage peu vigoureux, faible, mais fertile et dont la production doit être maîtrisée, car il a tendance à s'épuiser. Les meilleurs vins de gamay sont obtenus, à l’opposé du pinot noir, sur des sols acides et granitiques. Son débourrement précoce le rend également sensible aux gelées de printemps. Il se montre parfois sensible au millerandage lorsque les conditions climatiques sont défavorables au moment de la floraison. Le gamay présente l’avantage de produire une petite récolte sur les contre-bourgeons. Le vin de gamay possède une couleur rouge nuancée de violet, il est pauvre en tanins et dévoile une bonne acidité. Il possède généralement un caractère fruité (fruits rouges, fruits noirs) mais peut exprimer plus de complexité s'il est vinifié selon la méthode traditionnelle avec chapeau grillé (les raisins sont maintenus dans le jus par une grille pour avoir une meilleure extraction de la couleur et des tannins) ou avec éraflage pour permettre une macération plus longue afin d'obtenir des vins plus charnus et plus complexes. Le Gamay exprime des profils aromatiques spécifiques à chaque terroir et à ses vignerons qui, au cours des siècles, ont acquis des connaissances et de riches expériences sur ce cépage et les sols sur lesquels il s'épanouit. Chaque terroir va exprimer un arôme en particulier et le vigneron va jouer avec ces subtilités.

### Culture de la vigne

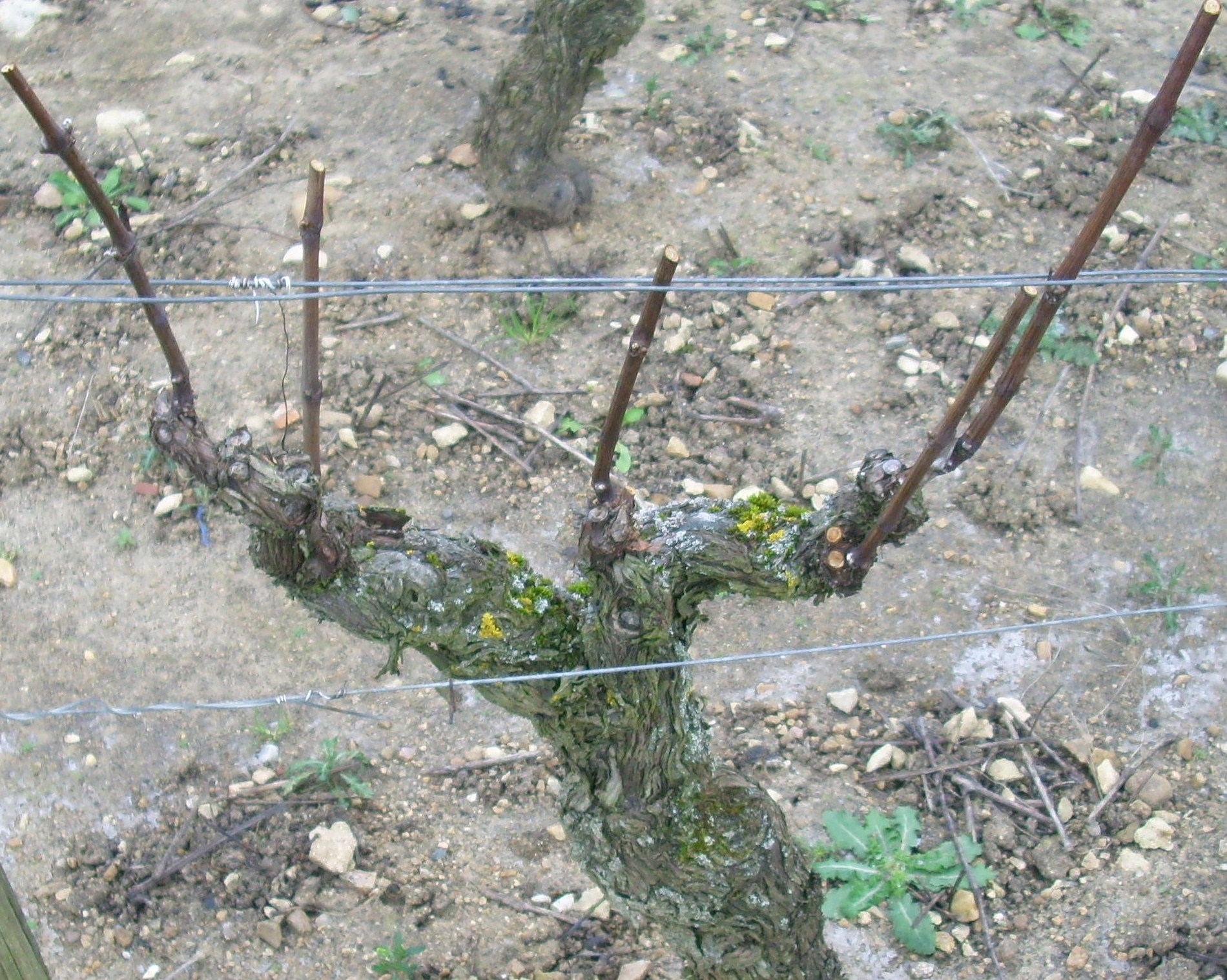
Pied de vigne taillé en gobelet.

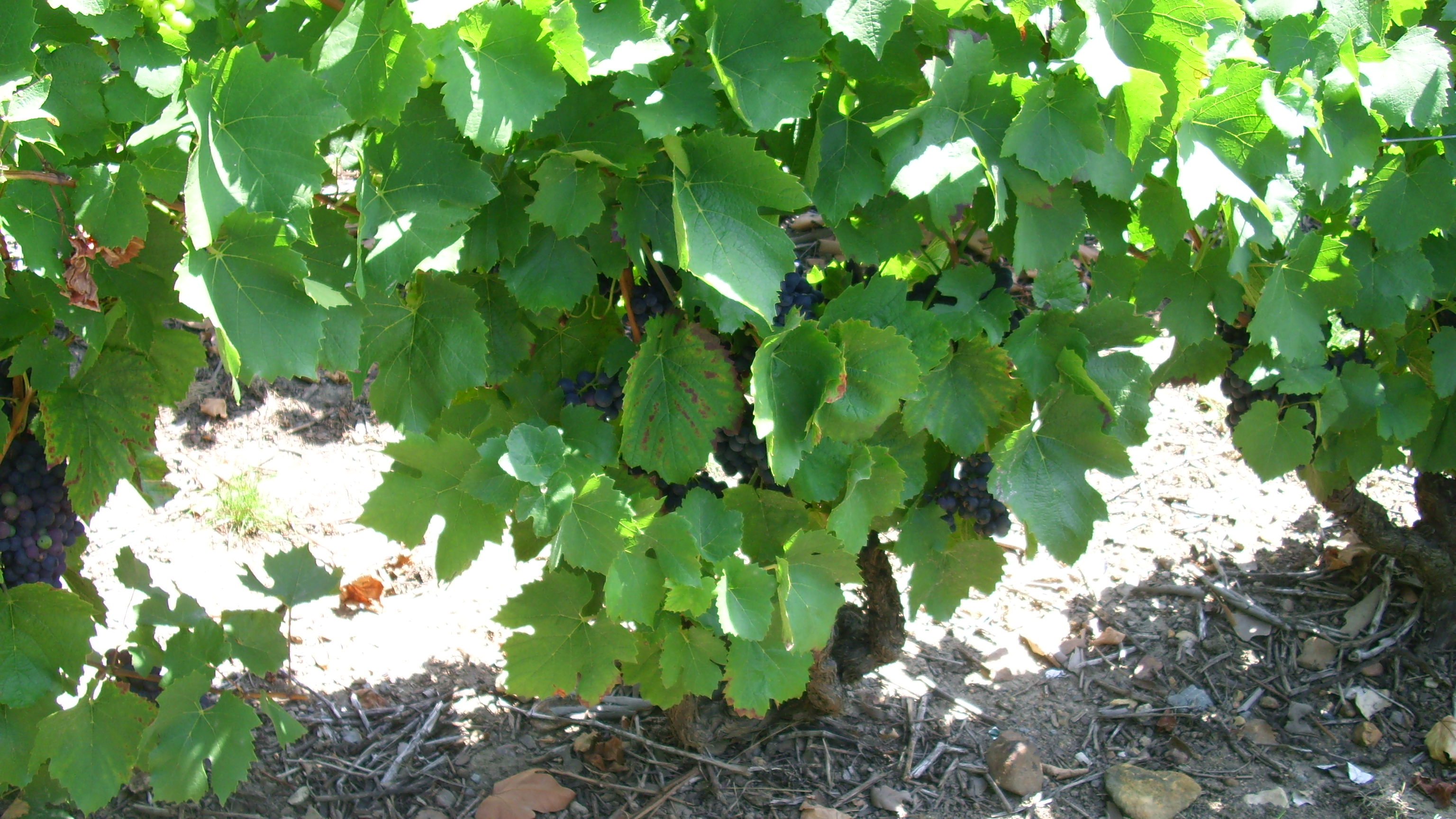
Pieds de vignes à Saint-Amour.

La taille est courte, en gobelet, éventail ou cordon, simple, double ou charmet avec 3 à 5 coursons à 1 ou 2 yeux. La conduite ancienne traditionnelle était en gobelet à densité élevée (entre 9 000 et 11 000 pieds par hectare). Aujourd'hui, le besoin de mécaniser le vignoble conduit les viticulteurs à planter à densité plus faible, mais supérieure à 6 000 pieds par hectare.
L'écartement entre rangs ne peut excéder 2,3 mètres et entre ceps sur le rang, il doit être au minimum de 0,80 mètre. Pour les vignes non palissées en gobelet, l'écartement maximum entre rangs ne doit pas excéder 1,5 mètre. Des allées peuvent être aménagées en arrachant un rang de vigne. L'allée ne doit pas excéder 3 mètres et doit bénéficier d'un couvert végétal spontané ou semé. Les tournières doivent bénéficier d'un couvert végétal permanent. La hauteur de feuillage entre la limite inférieure du feuillage et la hauteur de rognage doit dépasser 0,6 fois l'écartement entre rangs et un palissage est obligatoire si l'écartement entre rangs dépasse 1,5 mètre.
La taille courte est obligatoire. Traditionnellement en gobelet, la taille en cordon ou la taille « charmet » (taille inventée par M. Charmet en sud-Beaujolais, intermédiaire entre la taille en cordon et celle en éventail) sont aujourd'hui pratiquées. La taille est limitée à huit yeux porteurs de grappe après épamprage et un bras à deux yeux peut être ajouté en vue de rajeunir la souche.

### Rendements
Le rendement est limité à un maximum de 56 hectolitres par hectare ; le rendement butoir est de 61 hectolitres par hectare. Le rendement réel est en-dessous du maximum autorisé par le cahier des charges, par exemple le rendement moyen pour l'ensemble de l'appellation lors des vendanges 2010 est de 47,9 hectolitres par hectare.
Les données des années récentes sont les suivantes :
| Année | Superficie (ha) | Production (hl) | Rendement (hl/ha) |
| ----- | --------------- | --------------- | ----------------- |
| 2019  | 317             | 16 436          | 52                |
| 2020  | 315             | 17 782          | 56                |
| 2021  | 313             | 14 744          | 47                |
| 2022  | 310             | 14 479          | 47                |
| 2023  | 288             | 16 276          | 56                |
| 2024  | 299             | 14 613          | 49                |

### Vendanges
Les vendanges sont faites à la main, les grappes de raisin devant arriver intactes dans les cuves. Le premier jour des vendanges (appelé « levée du ban des vendanges ») varie selon la maturité des baies, qui dépend lui-même de l'ensoleillement reçu : les années relativement chaudes les raisins sont vendangés tôt, les années relativement froides les vendanges sont plus tardives.

## Vins

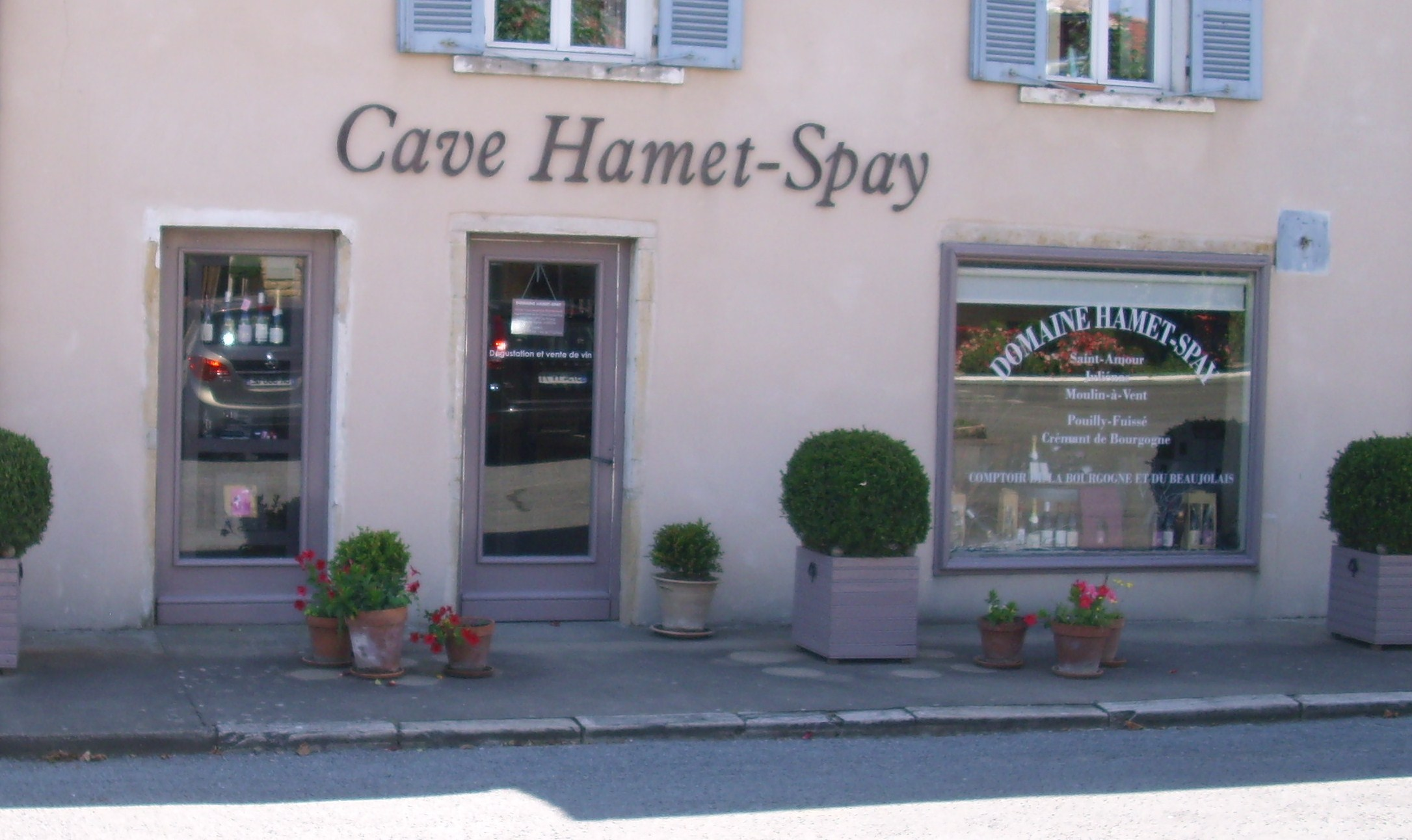
Domaine à Saint-Amour.

La production déclarée en 2023 a été d'un total de 16 276 hectolitres (un hectolitre = 100 litres = 133 bouteilles de 75 cl). En 2010, elle était de 14 855 hl.

### Vinification et élevage
Le mode de vinification du beaujolais explique beaucoup le type de vins très particulier qui y est produit. On l'appelle la macération carbonique : le raisin est encuvé entier et la cuve est fermée pendant quelques jours. La saturation de la cuve empêche les raisins de respirer, les obligeant à un mode de fonctionnement anaérobie. Cette évolution à l'intérieur du grain de raisin s'apparente à un début de fermentation. Elle produit un peu d'alcool et des précurseurs d'arômes. Ensuite, le raisin est foulé et une fermentation traditionnelle se poursuit.
Pour les dix crus du Beaujolais, surtout pour ceux destinés à être élevé pendant une année et à être gardé quelques années de plus en bouteille, la vinification est semi-carbonique, à mi-chemin de la macération carbonique et de la vinification bourguignonne. Le raisin est récolté manuellement, encuvé entier sans éraflage. La fermentation débute comme pour une macération carbonique, mais au moment où le marc destiné au primeur est décuvé et pressé, les cuves destinées au vin de garde sont pigées et la macération se poursuit jusqu'à épuisement presque complet des sucres. Le vin est ensuite écoulé, le marc pressé et la fermentation malolactique peut s'enclencher tant que la température n'est pas trop descendue.

### Gastronomie
Il peut donner deux types de vins différents, selon les choix de vinification pratiquée par les vignerons. Les premiers, de macérations plus courtes, sont plus légers, plus aromatiques, séducteurs et joyeux. Ils peuvent être consommés tôt après la récolte. Avec une macération plus longue ils seront plus charpentés et plus tanniques, plus gras aussi et ce sera des vins à « attendre », en moyenne quatre à cinq ans. Cette différence jouera également sur la robe qui ira de rubis étincelante pour les premiers au pourpre profond pour les seconds. Jeune, il sera typé et complexe. Il dégagera de délicats arômes de fruits rouges, de pivoine et, parfois, de pêche et d'abricot. Les vins plus charnus évoqueront le kirsch, les épices et le réséda. Quelle que soit la vinification adoptée, le saint-amour conjugue élégance et finesse. Vin très fruité, particulièrement agréable en bouche, il gagnera en puissance avec le temps. Les vins aux cuvaisons plus longues seront profonds et voluptueux.
Il se gardera de 12 à 15 mois à cinq ans, selon le millésime et le vinificateur. Les vins sont riches et voluptueux.

## Économie

### Commercialisation
Les vins bénéficiant de l'appellation peuvent être repliés sur les appellations régionales beaujolaises (beaujolais et beaujolais-villages), mais aussi bourguignonnes, c'est-à-dire qu'ils peuvent être commercialisés sous les appellations bourgogne, bourgogne grand ordinaire, bourgogne ordinaire, bourgogne passe-tout-grains, bourgogne aligoté et crémant de Bourgogne (dont l'aire de production s'étend sur le Beaujolais, selon les deux décrets du 16 octobre 2009).

### Liste de producteurs
Quelques producteurs de saint-amour :
- Domaine Dailly ;
- Domaine de Gry-Sablon ;
- Domaine des Chers ;
- Domaine des Ravinets ;
- Domaine de Bergeron.
- Château de la Greffière
- Domaine Toutant